# بافلين إيفانوف (كرة سلة)
بافلين إيفانوف (مواليد 28 مارس 1993 في يامبل، بلغاريا-)، هو لاعب كرة سلة بلغاري. بدأ مسيرته الاحترافية في سنة 2011. يلعب مع نادي أكاديميك لكرة السلة في الدوري البلغاري الوطني لكرة السلة. يحمل الرقم 22. يبلغ طوله 6 قدم 5 بوصة (2.0 م).

## المسيرة الاحترافية
لعب مع تريفيزو لكرة السلة في الدوري الإيطالي في موسم 2011–2012، ومع نادي بودوشنوست لكرة السلة في موسم 2012–2013، ومع نادي أكاديميك لكرة السلة سنة 2015.

## روابط خارجية
- بافلين إيفانوف (كرة سلة) على موقع الاتحاد الدولي لكرة السلة (الإنجليزية)
- بافلين إيفانوف (كرة سلة) على موقع الدوري الأوروبي لكرة السلة (الإنجليزية)
- بافلين إيفانوف (كرة سلة) على موقع كرة السلة الأوروبية.كوم (الإنجليزية)
- بافلين إيفانوف (كرة سلة) على موقع ريلجم (الإنجليزية)
- بافلين إيفانوف (كرة سلة) على موقع بروبوليرز (الإنجليزية)
- بافلين إيفانوف (كرة سلة) على موقع سبورتس رفرنس (الإنجليزية)